# Parcelanty (Chełmica Duża)
Parcelanty – część wsi Chełmica Duża w Polsce, położona w województwie kujawsko-pomorskim, w powiecie włocławskim, w gminie Fabianki.
W latach 1975–1998 Parcelanty administracyjnie należały do województwa włocławskiego.